# Сёлерс, Артур
А́ртур А́льберт Сё́лерс (нидерл. Arthur Albert Ceuleers; 28 февраля 1916, Антверпен, Бельгия — 5 августа 1998, там же) — бельгийский футболист, выступавший на позиции нападающего. После завершения игровой карьеры — футбольный тренер.

## Клубная карьера
Артур Сёлерс начал свою карьеру в бельгийском клубе «Беерсхот» в 1933 году в возрасте 17 лет. Он быстро пробился в основной состав команды, за которую успешно выступал вплоть до 1945 года. В сезонах 1937/38 и 1938/39 Сёлерс вместе с клубом становился чемпионом Бельгии, а по итогам сезона 1942/43 стал лучшим бомбардиром чемпионата (наряду с Жюлем Ван Краном) с результатом 41 гол. Это достижение до сих пор является рекордным в истории бельгийского чемпионата.
После Второй мировой войны и до 1951 года нападающий выступал за брюссельский «Расинг». Всего в чемпионате Бельгии провёл 419 матчей, забив 310 мячей.
После завершения игровой карьеры Сёлерс тренировал ряд бельгийских клубов, в частности, «Льеж». С 1961 по 1966 год работал со сборной Бельгии под руководством главного тренера Константа Ванден Стока. Наибольшего успеха добился 24 апреля 1963 года, когда бельгийцы одержали победу в товарищеском матче над действующим чемпионом мира Бразилией со счётом 5:1.

## Карьера в сборной
Сёлерс дебютировал за сборную Бельгии 21 января 1937 года в товарищеском матче против Франции, завершившимся победой бельгийцев со счётом 3:1. В этой игре нападающий забил гол, как и в следующем матче против сборной Нидерландов (2:1). Всего за национальную команду сыграл 4 матча, забив два мяча.
Сёлерс вызывался в состав сборной для участия на чемпионате мира 1938 года, однако на самом соревновании не сыграл ни одного матча.

## Достижения

### Командные достижения
«Беерсхот»
- Чемпион Бельгии (2): 1937/38, 1938/39
- Итого: 2 трофея

### Личные достижения
- Лучший бомбардир чемпионата Бельгии: 1942/43[10]
- Рекордсмен чемпионата Бельгии по количеству голов в сезоне: 41 гол
- Лучший бомбардир в истории «Беерсхота»: 294 гола
- Рекордсмен «Беерсхота» по количеству голов в сезоне: 70 голов

## Статистика выступлений
| Клуб              | Сезон            | Лига | Лига | Кубок Бельгии | Кубок Бельгии | Итого | Итого |
| Клуб              | Сезон            | Игры | Голы | Игры          | Голы          | Игры  | Голы  |
| ----------------- | ---------------- | ---- | ---- | ------------- | ------------- | ----- | ----- |
| Беерсхот          | 1933/34          | 21   | 15   | -             | -             | 21    | 15    |
| Беерсхот          | 1934/35          | 21   | 17   | 2             | 3             | 23    | 20    |
| Беерсхот          | 1935/36          | 20   | 12   | -             | -             | 20    | 12    |
| Беерсхот          | 1936/37          | 26   | 20   | -             | -             | 26    | 20    |
| Беерсхот          | 1937/38          | 24   | 19   | -             | -             | 24    | 19    |
| Беерсхот          | 1938/39          | 26   | 11   | -             | -             | 26    | 11    |
| Беерсхот          | 1939/40          | 24   | 28   | -             | -             | 24    | 28    |
| Беерсхот          | 1940/41          | 36   | 70   | -             | -             | 36    | 70    |
| Беерсхот          | 1941/42          | 26   | 32   | -             | -             | 26    | 32    |
| Беерсхот          | 1942/43          | 30   | 41   | -             | -             | 30    | 41    |
| Беерсхот          | 1943/44          | 29   | 25   | 1             | 1             | 30    | 26    |
| Беерсхот          | 1944/45          | 0    | 0    | -             | -             | 0     | 0     |
| Беерсхот          | Итого            | 283  | 290  | 3             | 4             | 286   | 294   |
| Расинг (Брюссель) | 1945/46          | 34   | 18   | -             | -             | 34    | 18    |
| Расинг (Брюссель) | 1946/47          | 36   | 24   | -             | -             | 36    | 24    |
| Расинг (Брюссель) | 1947/48          | 30   | 14   | -             | -             | 30    | 14    |
| Расинг (Брюссель) | 1948/49          | 30   | 15   | -             | -             | 30    | 15    |
| Расинг (Брюссель) | 1949/50          | 30   | 17   | -             | -             | 30    | 17    |
| Расинг (Брюссель) | 1950/51          | 16   | 5    | -             | -             | 16    | 5     |
| Расинг (Брюссель) | Итого            | 176  | 93   | 0             | 0             | 176   | 93    |
| Всего за карьеру  | Всего за карьеру | 459  | 383  | 3             | 4             | 462   | 387   |